# Filippo Zappi
Pour les articles homonymes, voir Zappi.
Filippo Zappi, né à Mercato Saraceno (Italie) le 25 novembre 1896 et mort à Udine (Italie) le 3 juillet 1961, est un militaire, explorateur et diplomate italien.

## Biographie
Filippo Zappi étudie au collège Alla Querce à Florence avant d'être admis, en 1909, à l'Académie royale de marine de Livourne. En 1912, il prend part à la guerre italo-turque. Trois ans plus tard, il est Enseigne de vaisseau de première classe et affecté au commandement de l'état-major général (it) de la Regia Marina.
En 1916, il obtient sa licence de pilote de dirigeables , et commandant à la base de dirigeable de Jesi. Il participe à la Première Guerre mondiale et reçoit en 1918 la Médaille de la valeur militaire pour sa bravoure et est promu au grade de lieutenant de vaisseau pour mérites de guerre.
Filippo Zappi est promu en 1927 au grade de capitano di corvetta. L'année suivante, il est membre, en tant que navigateur, de l'expédition polaire du dirigeable « Italia », parti de Milan le 15 avril 1928 sous le commandement du général Umberto Nobile et qui s'est terminée tragiquement. Zappi, l'un des rares survivants, est sauvé le 12 juillet par le brise-glace soviétique « Krassine » au cours de sa tentative d'atteindre le continent pour rechercher pour les autres naufragés abrités dans la Tenda Rossa. Deux collègues l'accompagnaient, Adalberto Mariano et le météorologue suédois Finn Malmgren, mais ce dernier a péri quelques jours avant leur sauvetage.
Après l'expédition, Filippo Zappi s'oriente vers le service diplomatique et est, entre 1929 et 1944, consul en Chine, en Autriche et au Portugal, puis ambassadeur en Arabie saoudite et en Finlande. Il meurt subitement à Udine le 3 juillet 1961 lors d'une réunion de la délégation qu'il présidait, et est enterré dans le tombeau familial à Mercato Saraceno.

## Au cinéma
Le personnage du capitaine Filippo Zappi est évoqué dans le film La Tente rouge (1969), réalisé par le géorgien Mikhaïl Konstantinovitch Kalatozov, dans lequel il est interprété par Luigi Vannucchi.